# Neufelderkoog
Neufelderkoog est une commune allemande de l'arrondissement de Dithmarse, dans le Land du Schleswig-Holstein.

## Géographie

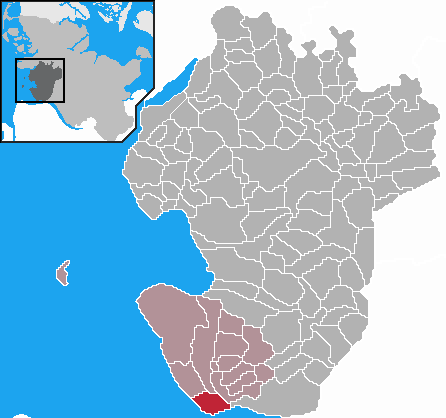
Neufelderkoog dans l'arrondissement de Dithmarse

La commune se situe dans la pointe au sud-ouest de l'arrondissement, la digue du polder est sur la rive nord de l'estuaire de l'Elbe dans la mer du Nord. Il existe encore des schorres sur son territoire.
La commune comprend un grand nombre d'éoliennes.

## Histoire
Le polder (Koog en allemand) est bâti de 1923 à 1925 par une coopérative. Après la dissolution du domaine Gutsbezirk Marner Vorland en 1928, la commune est devenue indépendante.

## Source, notes et références
- (de) Cet article est partiellement ou en totalité issu de l’article de Wikipédia en allemand intitulé « Neufelderkoog » (voir la liste des auteurs).